# Cherubino Testa
Cherubino Testa, noto anche come Cherubino da Avigliana (Avigliana, 1451 – Avigliana, 17 settembre 1479), è stato un presbitero italiano dell'Ordine di Sant'Agostino, il suo culto come beato è stato confermato da papa Pio IX nel 1865.

## Biografia
Esponente della nobile famiglia Testa, abbracciò giovanissimo la vita religiosa tra gli eremitani del convento di Sant'Agostino della sua città natale, dove condusse una vita di stretta penitenza e si spense nel 1479 in fama di santità.

Gli viene attribuito un Sermo in festo sancti Ivonis, advocati pauperum, pubblicato a Roma da Stephan Plannck.

## Il culto
In un affresco nel chiostro del convento agostiniano di Tolentino, Cherubino era rappresentato con il crocifisso nella mano destra e un giglio germogliante dal cuore.
Papa Pio IX, con decreto del 21 settembre 1865, ne confermò il culto con il titolo di beato.
Il suo elogio si legge nel martirologio romano al 17 settembre.